# Kim Eriksson
Kim Henry Eriksson, född 4 juni 1984 i Ekenäs, är en sverigefinsk travtränare och travkusk. Han innehar licens vid Mantorptravet. Eriksson är utbildad på Wångens travgymnasium och har därefter även gått proffstränarkurs där.

## Karriär
Eriksson började karriären med att arbeta som lärling hos bland andra Lutfi Kolgjini och Roger Walmann, men driver idag en egen tränarrörelse. År 2018 hade han totalt sex hästar i träning, varav samtliga är ostartade. Han är även catch driver och kör lopp åt andra tränare.
Under 2013 blev han kuskchampion på både Kalmartravet och hemmabanan Mantorptravet. Han tog sin hittills största seger som catch driver bakom Diamanten den 8 oktober 2017 i Grosser Preis von Deutschland. År 2017 deltog han även i International Trot på Yonkers Raceway i USA med hästen Oasis Bi, och kom där på tredjeplats.
Säsongen 2017 var Erikssons hittills bästa år, då han körde in ca 12 miljoner kronor. Under åren 2014–2016 körde han in ca 10,5 miljoner kronor totalt.

## Segrar i större lopp
| År   | Lopp                          | Häst          | Tränare              | Vinstbelopp   | Grupp   |
| ---- | ----------------------------- | ------------- | -------------------- | ------------- | ------- |
| 2017 | Grosser Preis von Deutschland | Diamanten     | Robert Bergh         | 75 000 EUR    | Grupp 1 |
| 2017 | Norrbottens Stora Pris        | Oasis Bi      | Stefan P. Pettersson | 1 000 000 SEK | Grupp 1 |
| 2018 | Gulddivisionens final, april  | Zenit Brick   | Timo Nurmos          | 400 000 SEK   | Grupp 2 |
| 2018 | Klass I-final, dec            | Martin de Bos | Petri Puro           | 250 000 SEK   |         |